# Campionati europei di skeleton 2015
I Campionati europei di skeleton 2015, ventunesima edizione della manifestazione organizzata dalla Federazione Internazionale di Bob e Skeleton, si sono tenuti il 30 gennaio a La Plagne, in Francia, per la sola gara maschile, sulla pista omonima, il tracciato sul quale si svolsero le competizioni del bob e dello slittino ai Giochi di Albertville 1992. La gara femminile, inizialmente prevista nella località francese, fu annullata a causa delle condizioni del tracciato e fu recuperata l'8 febbraio seguente a Igls, in Austria, sulla Kunsteisbahn Bob-Rodel Igls, il tracciato sul quale si svolsero le competizioni del bob e dello slittino ai Giochi di Innsbruck 1976 e le rassegne continentali del 1981, del 1983 (unicamente nella specialità maschile) del 2010 e del 2013 (anche in quella femminile). L'impianto situato nelle Alpi francesi, afferente al comune di Mâcot-la-Plagne, ha quindi ospitato le competizioni europee per la prima volta nel singolo maschile mentre la località tirolese fu sede del campionato continentale femminile per la terza. Anche questa edizione si è svolta con la modalità della "gara nella gara" contestualmente alla sesta e settima tappa della Coppa del Mondo 2014/2015 e ai campionati europei di bob 2015.

## Risultati

### Skeleton uomini
La gara si è disputata il 30 gennaio 2015 a La Plagne su una sola manche ed hanno preso parte alla competizione 16 atleti rappresentanti 10 differenti nazioni.
| Pos. | Atleti                 | Nazione     | Tempo   | Distacco |
| ---- | ---------------------- | ----------- | ------- | -------- |
|      | Martins Dukurs         | Lettonia    | 59.77   |          |
|      | Aleksandr Tret'jakov   | Russia      | 1:00.17 | +0.40    |
|      | Tomass Dukurs          | Lettonia    | 1:00.64 | +0.87    |
| 4    | Christopher Grotheer   | Germania    | 1:00.75 | +0.98    |
| 5    | Nikita Tregubov        | Russia      | 1:00.79 | +1.02    |
| 6    | Sergej Čudinov         | Russia      | 1:00.90 | +1.13    |
| 7    | Axel Jungk             | Germania    | 1:00.91 | +1.14    |
| 8    | Dominic Edward Parsons | Regno Unito | 1:01.27 | +1.50    |
| 9    | Kilian von Schleinitz  | Germania    | 1:01.30 | +1.53    |
| 10   | Mattia Gaspari         | Italia      | 1:01.65 | +1.88    |

### Skeleton donne
La gara si è disputata l'8 febbraio 2015 a Igls nell'arco di due manches ed hanno preso parte alla competizione 15 atlete rappresentanti 9 differenti nazioni.
| Pos. | Atleti                | Nazione     | Tempo   | Distacco |
| ---- | --------------------- | ----------- | ------- | -------- |
|      | Elizabeth Yarnold     | Regno Unito | 1:48.84 |          |
|      | Janine Flock          | Austria     | 1:49.14 | +0.30    |
|      | Rose McGrandle        | Regno Unito | 1:49.23 | +0.39    |
| 4    | Marija Orlova         | Russia      | 1:49.37 | +0.53    |
| 5    | Tina Hermann          | Germania    | 1:49.43 | +0.59    |
| 6    | Marina Gilardoni      | Svizzera    | 1:49.56 | +0.72    |
| 7    | Laura Deas            | Regno Unito | 1:49.66 | +0.82    |
| 8    | Anja Huber            | Germania    | 1:49.88 | +1.04    |
| 9    | Elena Nikitina        | Russia      | 1:49.95 | +1.11    |
| 10   | Maria Marinela Mazilu | Romania     | 1:50.03 | +1.19    |

## Medagliere
| Posizione | Paese       | Oro | Argento | Bronzo | Totale |
| --------- | ----------- | --- | ------- | ------ | ------ |
| 1         | Lettonia    | 1   | 0       | 1      | 2      |
| 1         | Regno Unito | 1   | 0       | 1      | 2      |
| 3         | Austria     | 0   | 1       | 0      | 1      |
| 3         | Russia      | 0   | 1       | 0      | 1      |
| Totale    | Totale      | 2   | 2       | 2      | 6      |